# Elaphria chlorozona
Elaphria chlorozona är en fjärilsart som beskrevs av Jones 1908. Elaphria chlorozona ingår i släktet Elaphria och familjen nattflyn. Inga underarter finns listade i Catalogue of Life.